# Transformers: The Album
| Оценки критиков    | Оценки критиков |
| Источник           | Оценка          |
| ------------------ | --------------- |
| AllMusic           | [ 2 ]           |
| Soundtrack.Net     | [ 3 ]           |
| Common Sense Media | [ 4 ]           |

Transformers: The Album  (с англ. — «Трансформеры: Альбом») — сборник музыки различных исполнителей из фильма 2007 года «Трансформеры». Официальный сингл из альбома Before It's Too Late (Sam and Mikaela's Theme) группы Goo Goo Dolls.
Первый сингл What I’ve Done группы Linkin Park стал 5-кратным платиновым по рейтингу RIAA в США и золотым в Германии и Японии. Саундтрек дебютировал под номером 21 в Billboard 200 США, за первую неделю было продано около 32 000 копий. Альбом был продан тиражом 150 000 копий. Каждая группа в альбоме, кроме Julien-K, была подписана с лейблом, принадлежащим Warner Music Group, на момент выпуска альбома. Треки 7, 9, 10, и 12 не появляются в самом фильме.

## Трэк-лист
| #  | Название                                       | Исполнитель(и)     | Использование в фильме |
| -- | ---------------------------------------------- | ------------------ | --- |
| 1  | What I’ve Done                                 | Linkin Park        | Конечная тема #1 (переходит к финальным титрам); и слышна по радио Бамблби, когда Сэм Уитвики подвозит Микаэлу Бейнс к её дому, а также во время театрального трейлера и некоторых рекламных роликов. |
| 2  | Doomsday Clock                                 | Smashing Pumpkins  | 2-я песня в финальных титрах; инструментальная версия, проигранная во время битвы Бамблби против Броула.                                                                                              |
| 3  | This Moment                                    | Disturbed          | 3-я песня в финальных титрах; также ненадолго играла по радио Бамблби, когда он подъезжал к парковке Бобби Боливии.                                                                                   |
| 4  | Before It's Too Late (Sam and Mikaela's Theme) | Goo Goo Dolls      | Инструментальная версия проиграна в сцене, где Сэм Уитвики и Микаэла Бейнс уезжают с Бамблби в ночь после боя с десептиконом Баррикейдом.                                                             |
| 5  | Pretty Handsome Awkward                        | The Used           | Инструментальная версия, проигранная во время сцены погони Бамблби против Баррикейда. |
| 6  | Passion’s Killing Floor                        | HIM                | Вступительный гитарный рифф играл по радио в комнате Сэма прямо перед тем, как его машину угнали во второй раз.                                                                                       |
| 7  | What's It Feel Like to Be a Ghost?             | Taking Back Sunday | Не используется в фильме. |
| 8  | Second to None (при участии Майка Шиноды)      | Styles of Beyond   | Ненадолго проиграно по радио Бамблби, когда Оптимус Прайм официально представляет его. |
| 9  | End of the World                               | Armor for Sleep    | Не используется в фильме. |
| 10 | Retina and the Sky                             | Idiot Pilot        | Не используется в фильме. |
| 11 | Technical Difficulties                         | Julien-K           | 4-я и последняя песня в финальных титрах. |
| 12 | Transformers Theme                             | Mutemath           | Не используется в фильме. |

### Не входит в саундтрек
| # | Название                         | Исполнитель(и) | Использование в фильме |
| - | -------------------------------- | -------------- | --- |
| 1 | Drive                            | The Cars       | Проиграна по радио Бамблби после того, как Микаэла Бейнс бросает Трента в парке, что побудило Сэма Уитвики предложить её подвезти. |
| 2 | Sexual Healing                   | Марвин Гэй     | Проиграна по радио Бамблби перед тем, как он отвёз Сэма Уитвики и Микаэлу Бейнс по романтическому виду на склоне холма.            |
| 3 | I Got You (I Feel Good)          | Джеймс Браун   | Проиграна Бамблби, когда Сэм Уитвики пинает радио, прежде чем Микаэла Бейнс выходит.                                               |
| 4 | Baby Come Back                   | Player         | Проиграна по радио Бамблби после того, как он завёл двигатель, что побудило Сэма Уитвики отвезти Микаэлу Бейнс домой.              |
| 5 | Battle Without Honor or Humanity | Томоясу Хотэй  | Проиграна, чтобы представить новый облик Бамблби.                                                                                  |

## Чарты
| Чарт (2007)                            | Высшая позиция |
| -------------------------------------- | -------------- |
| США (Billboard Soundtrack Albums)      | 2              |
| США (Billboard Top Hard Rock Albums)   | 6              |
| США (Billboard Top Alternative Albums) | 12             |
| США (Billboard 200)                    | 21             |
| США (Billboard Top Album Sales)        | 21             |